# Aeroporto Internacional do Sudoeste da Flórida
O Aeroporto Internacional do Sudoeste da Flórida (em inglês: Southwest Florida International Airport) (IATA: RSW, ICAO: KRSW) é um aeroporto internacional localizado no Fort Myers, no estado da Flórida, nos Estados Unidos, sendo o segundo aeroporto de pista única mais movimentado dos país.